# 愛在深秋
《愛在深秋》是香港男歌手譚詠麟的一首經典歌曲，於1984年推出。該歌曲一推出後，爆紅全港以至是整個華人社會，由於傳唱度極高加上極受年輕歌迷歡迎，被稱為「譚校長」的「校歌」。歌曲橫掃當年的樂壇獎項，包括TVB金曲金獎、RTHK十大金曲獎等。值得注意的是，這首歌與《忘不了你》、《雨絲情愁》等日本改編歌不同，是譚詠麟少數的韓國改編歌。

## 簡介
《愛在深秋》是從韓國歌手趙容弼的韓語歌（朋友啊）改編而成，此歌由李鎬俊作曲。日語版為谷村新司填詞及演唱的，趙容弼、谷村新司、譚詠麟三人曾同台演出，接連演唱三個版本。
填詞是香港樂壇鬼才林敏驄，此子早已為譚以及多位歌星填寫過大量經典作品，而《愛在深秋》更被視為是極高水準之作，其亦奪得勁歌金曲最佳作詞獎。編曲和監製分別是盧東尼和關維麟，兩人均是寶麗金的皇牌幕後音樂人。歌詞非常經典，包括歌曲的開首一句「如果命裡早注定分手」更是唱至街知巷聞，極受歡迎。

## 獎項
- 1984年度十大中文金曲頒獎典禮——十大中文金曲獎

- 1984年度十大勁歌金曲頒獎典禮——十大勁歌金曲獎、金曲金獎、最佳作詞獎

- 1984年度中文金曲龍虎榜 - 冠軍
- 2017年香港電台「摯愛20真經典」金曲珍選[4]

## 其他版本
除了這首歌的同名國語版本之外，亦有多人翻唱過，以下為部份:
- 與四大天王和梅艷芳合唱（1997年）——1996十大中文金曲結尾，譚詠麟拿下金針獎後。[5]
- Twins、F4——於2002年度十大勁歌金曲頒獎禮上翻唱，其中Twins唱粵語版、F4唱國語版。
- 陳慧嫻（1999、2007、2008、2015）——於1999年誰可改變15週年紀念集、2007年CASH金帆音樂獎頒獎典禮、2008年《活出生命II》演唱會中翻唱，其後在譚詠麟的《銀河歲月》演唱會中，兩人更合唱。[6][7]
- 陈百强
- 李思捷（2013年）——於整蠱節目《玩嘢王》中在一個「婚禮」中唱出此曲。[8]
- 劉德華（2015年）——擔任銀河歲月演唱會嘉賓並与谭咏麟合唱此曲。[9]
- 王傑 (歌手)
- 孙楠在为歌而赞翻唱。
- 刀郎在谢谢你演唱会翻唱。
- 李健在2019年演唱会安可场翻唱。
- 罗中旭在综艺节目时光音乐会第一季对着谭咏麟翻唱。
- 许茹芸
- 黄格选
- 周深